# Первомайский (Светиловичский сельсовет)
Первома́йский (бел. Першамайскі) — упразднённый посёлок в Светиловичском сельсовете Ветковского района Гомельской области Белоруссии.

## География

### Расположение
В 18 км на север от Ветки, 40 км от Гомеля.

### Гидрография
На западе и севере мелиоративные каналы, соединенные с рекой Нёманка (приток реки Сож).

## Транспортная сеть
Транспортные связи по просёлочной, затем автомобильной дороге Светиловичи — Гомель. Планировка состоит из короткой прямолинейной широтной улицы, застроенной деревянными домами усадебного типа.

## История
Основан в начале 1920-х годов переселенцами из соседних деревень на бывших помещичьих землях. В 1931 году жители вступили в колхоз. В 1959 году входил в состав совхоза «Речки» (центр — деревня Речки).
В результате катастрофы на Чернобыльской АЭС и радиационного загрязнения жители (47 семей) переселены в 1992 году в чистые места.
Официально упразднён в 2011 году.

## Население

### Численность
- 2010 год — жителей нет.

### Динамика
- 1940 год — 11 дворов, 49 жителей.
- 1959 год — 134 жителя (согласно переписи).
- 1992 год — жители (47 семей) переселены.